# Un po' del nostro tempo migliore (film)
Un po' del nostro tempo migliore è un film del 1975 prodotto dalla Rai per la regia di Carlo Tuzii e la sceneggiatura scritta da Carla Vistarini.
Protagonisti sono i Pooh, filmati in una location in riva al mare di Sperlonga. I brani musicali sono tratti dall'album omonimo.
"Ci era stato chiesto di fare il solito quarto d’ora di canzoni. La cosa non ci entusiasmava perché non abbiamo mai avuto molta fortuna in TV. Le nostre poche esibizioni sono sempre state frettolose, mal realizzate. Ci siamo rivolti a Carla Vistarini che è disegnatrice, sceneggiatrice e paroliere. Ha scritto la traccia di uno sceneggiato, ce l’ha letto per telefono e noi siamo corsi a proporlo ai signori della RAI TV". Roby Facchinetti